# Chokchai Sukthed
Chokchai Sukthed (thailändisch โชคชัย สุขเทศ, * 8. Mai 1990) ist ein thailändischer Fußballspieler.

## Karriere
Chokchai Sukthed stand bis Ende 2018 beim Bankhai United FC unter Vertrag. Wo er vorher gespielt hat, ist unbekannt. Der Verein aus Ban Khai in der Provinz Rayong spielte in der vierten Liga, der Thai League 4, in der Eastern Region. Ende 2018 wurde er mit dem Klub Meister der Region. In den Qualifikationsspielen zur dritten Liga konnte der Verein sich nicht durchsetzen. Nach der Meisterschaft wechselte er Anfang 2019 zum Ranong United FC nach Ranong. Ranong spielte in der dritten Liga, der Thai League 3, in der Lower Region. Ende Oktober 2019 verließ er Ranong und schloss sich dem Viertligisten Muang Loei United FC aus Loei an. Anfang Juli 2020 kehrte er zu seinem ehemaligen Verein Ranong United zurück. Ranong war Ende 2019 in die zweite Liga aufgestiegen. Sein Zweitligadebüt für Ranong in der Thai League 2 gab er am 16. September 2020 im Heimspiel gegen den Khon Kaen FC. Bei dem 2:1-Erfolg stand er in der Startelf und spielte die kompletten neunzig Minuten. Für den Aufsteiger spielte er elfmal in der zweiten Liga. Ende 2020 wurde sein Vertrag nicht verlängert. Vom 1. Januar 2021 bis Mitte des Jahres war Sukthed vertrags- und vereinslos. Zu Beginn der Saison 2021/22 nahm ihn der Drittligist Muang Loei United FC wieder unter Vertrag. Mit Loei spielte er in der dritten Liga. Hier trat der Klub in der North/Eastern Region an. Am Ende der Saison feierte er mit dem Verein die Meisterschaft der Region. In den Aufstiegsspielen zur zweiten Liga konnte man sich nicht durchsetzen. Im Juni 2022 wechselte er zu Pattaya Dolphins United. Mit dem Klub aus Pattaya trat er in der Eastern Region der Liga an. Mit dem Verein wurde er am Ende der Saison Meister der Region. In den Aufstiegsspielen zur zweiten Liga konnte man sich jedoch nicht durchsetzen. Da dem MH Nakhonsi City FC die Zweitligalizenz verweigert wurde, stieg Pattaya als Gesamtvierter der dritten Liga in die zweite Liga auf. Nach dem Aufstieg wurde sein Vertrag im Sommer 2023 nicht verlängert. Zu Beginn der Saison 2023/24 schloss er sich seinem ehemaligen Verein, dem ebenfalls in der Eastern Region spielenden Bankhai United FC, an. Am Ende der Saison 2023/24 wurde er mit dem Verein Vizemeister der Region. In den Aufstiegsspielen zur zweiten Liga konnte man sich jedoch nicht durchsetzen.

## Erfolge
Bankhai United FC
- Thai League 4 – East: 2018

Muang Loei United FC
- Thai League 3 – North East:2021/22

Pattaya Dolphins United
- Thai League 3 – East: 2022/23  ▲